# Halldór Jónsson hertekni
Halldór Jónsson hertekni, född 1586, död 1648, var en isländsk bonde och lagman. Han var en av de 242 islänningar som år 1627 blev kidnappade av pirater från Barbareskstaterna och sålda som slavar i ett berömt fall känt som De turkiska kidnappningarna. 
Han såldes som slav i Marocko, men köptes fri och kunde återvända 1630. Hans fall blev berömt under sin tid.